# Shérif Réunion
Pour plus de détails, voir Fiche technique et Distribution.
Shérif Réunion (The Dukes of Hazzard: Reunion!) est un téléfilm de Lewis Teague diffusé le 25 avril 1997 sur le réseau CBS et faisant suite à la série télévisée Shérif, fais-moi peur.

## Synopsis
Les cousins Bo et Luke Duke reviennent à Hazzard pour aider leur oncle Jesse. Sa propriété est en effet menacée par une promotrice immobilière mégalomane, Josephine « Mama Jo » Max, qui souhaite y construire un parc d'attraction. La famille Duke passe alors un marché avec Mama Jo : l'issue d'une course automobile en nocturne au clair de lune déterminera l'avenir de la propriété Duke. Devant le fait accompli, Bo et Luke décident de ressortir leur fidèle compagnon « General Lee » pour participer à cette course de la dernière chance. Mais Mama Jo enlève leur cousine Daisy et veut truquer la course...

## Fiche technique
- Titre original : The Dukes of Hazzard: Reunion! ; Reunion in Hazzard (titre alternatif)
- Titre français : Shérif Réunion
- Réalisation : Lewis Teague
- Scénario : Gy Waldron
- Photographie : Larry Lindsey et Barry M. Wilson
- Montage : Russell Livingstone
- Musique : Steve Wariner
- Production : Ira Marvin et Skip Ward ; Russell Livingstone (associé) ; Gy Waldron (délégué)
- Sociétés de production : Kudzu Productions et Warner Bros. Television
- Dates de première diffusion :  États-Unis : 25 avril 1997 sur CBS[1]
- Dates de sortie DVD :  États-Unis : 18 juin 2008

## Distribution
- Tom Wopat : Luke Duke
- John Schneider : Bo Duke
- Catherine Bach : Daisy Duke
- Denver Pyle : Oncle Jesse Duke
- James Best : Boss / Shérif Rosco P. Coltrane
- Ben Jones : Rep. Cooter Davenport
- Sonny Shroyer : Enos Strate
- Rick Hurst : Député Cletus Hogg
- Don Williams : « The Balladeer » (voix)
- Gary Hudson : Riker
- Cynthia Rothrock : Bertha Jo
- Stella Stevens : Josephine « Mama Jo » Max
- Travis McKenna : Bubba
- Ann Walker : Sara Jane
- Emily Procter : Mavis
- Jennifer Lyons

## Autour du film
- Waylon Jennings ne reprend pas son rôle du narrateur (« The Balladeer ») qu'il tenait dans la série, il est remplacé par un autre chanteur, Don Williams.
- C'est le dernier rôle de Denver Pyle, mort en décembre 1997.
- À la fin du film, la mention « In loving memory » est suivie d'une liste acteurs, actrices et personnalités décédées et ayant joué ou travaillé dans la série.